# Darevskia lindholmi
Darevskia lindholmi é uma espécie de lagartixa pertencente ao género Darevskia. É endémica à Ucrânia, mais especificamente à península da Crimeia. A espécie habita áreas entre altitudes de 0 a 1300 metros, e encontra-se em florestas, campinas e áreas rochosas. A população da espécie é abundante, estável e não é provável que seja fragmentada. Sua reprodução é ovípara.